# 道真仡佬族苗族自治县
道真仡佬族苗族自治县是中华人民共和国贵州省遵义市下属的一个自治县，位于遵义市东北部，地处黔北通往成渝的交通要道，是中国仅有的3个仡佬族自治县之一。

## 名称由来
相传汉儒尹珍（字道真）先生在此兴教办学教化先民，因而得名。

## 历史沿革
道真是仡佬民族文化的发源地，历史上长期隶属于正安县（真安州），民国30年（1941年）7月析正安县东北置道真县。1949年后隶属于贵州省遵义专区。1958年撤县并入正安县，1961年复县。1987年11月改为道真仡佬族苗族自治县。

## 行政区划
道真仡佬族苗族自治县下辖1个街道办事处、11个镇、2个乡、1个民族乡：
尹珍街道、玉溪镇、三江镇、隆兴镇、旧城镇、忠信镇、洛龙镇、阳溪镇、三桥镇、大磏镇、平模镇、河口镇、上坝土家族乡、棕坪乡和桃源乡。

## 现任领导
| 机构     | · 中国共产党 · 道真仡佬族苗族自治县 · 委员会 · 书记 | 道真仡佬族苗族自治县 人民代表大会 常务委员会 主任 | 道真仡佬族苗族自治县 人民政府 县长 | · 中国人民政治协商会议 · 道真仡佬族苗族自治县 · 委员会 · 主席 | 道真仡佬族苗族自治县 监察委员会 主任 |
| -------- | --------------------------------------------------- | ------------------------------------------------- | ---------------------------------- | ------------------------------------------------------------- | ------------------------------------ |
| 姓名     | 刘东明                                              | 周世晓                                            | 杨润民                             | 潘代勤                                                        | 蒋正海                               |
| 民族     | 汉族                                                | 仡佬族                                            | 仡佬族                             | 仡佬族                                                        | 汉族                                 |
| 籍贯     | 福建省 寿宁县                                       | 贵州省 道真仡佬族苗族自治县                       | 贵州省 务川仡佬族苗族自治县        | 贵州省 道真仡佬族苗族自治县                                   | 浙江省 杭州市                        |
| 出生日期 | 1971年2月（54歲）                                   | 1962年7月（62歲）                                 | 1978年9月（46歲）                  | 1968年12月（56歲）                                            | 1972年4月（52歲）                    |
| 就任日期 | 2014年12月                                          | 2016年11月                                        | 2016年12月                         | 2016年11月                                                    | 2018年1月                            |

## 人口
2017年末，道真仡佬族苗族自治县户籍人口35.06万人，其中城镇人口10.3万人，乡村人口24.7万人。常住人口24.73万人，城镇化率42.5%。主要少数民族有仡佬族17万多人，苗族9万多人。

## 经济
2017年，道真仡佬族苗族自治县地区生产总值65.15亿元，同比增长12.1%。其中，第一产业增加值22.23亿元，同比增长6.9%；第二产业增加值13.28亿元，同比增长14.6%；第三产业增加值29.65亿元，同比增长15.1%。第一、第二、第三产业增加值比重分别为34.1:20.4:45.5。人均生产总值26378元，比上年同期净增3711元。500万元以上项目（含房地产开发项目）固定资产投资完成63.77亿元，同比增长23.3％。批发和零售业增加值1.59亿元，同比增长10.1％。
县内有蕴藏量40万千瓦的水能资源，有储量3亿吨的铝土矿、1.44亿吨的硫铁矿、1.7亿吨的煤炭等20余种矿产资源。

## 地方特色

### 民间艺术
- 仡佬族傩戏，入选第一批国家级非物质文化遗产名录
- 仡佬族三幺台习俗，入选第四批国家级非物质文化遗产名录
- 高台舞狮
- 打篾鸡蛋
- 哭嫁歌

### 特产
- 洛党参，中国国三大名党参之一
- 玄参，种植面积居全国前列
- 硒锶茶
- 烤烟
- 黔北黑猪